# Нуку-Хіва
Острів Нуку-Хіва (фр. Nuku Hiva) — найбільший з Маркізьких островів у Французькій Полінезії, заморській території Франції в Тихому океані. Нуку-Хіва або «Величний острів» (старе ім'я Адамс або Мерчант), розташований за 1500 км на північний схід від Таїті та 4800 км на захід від Північної Америки (Мексика). Нуку-Хіва — другий за величиною острів у Французькій Полінезії. Нуку-Хіва знаходиться в Північній групі Маркізьких островів і розташувався майже в центрі Тихого океану.

## Географія

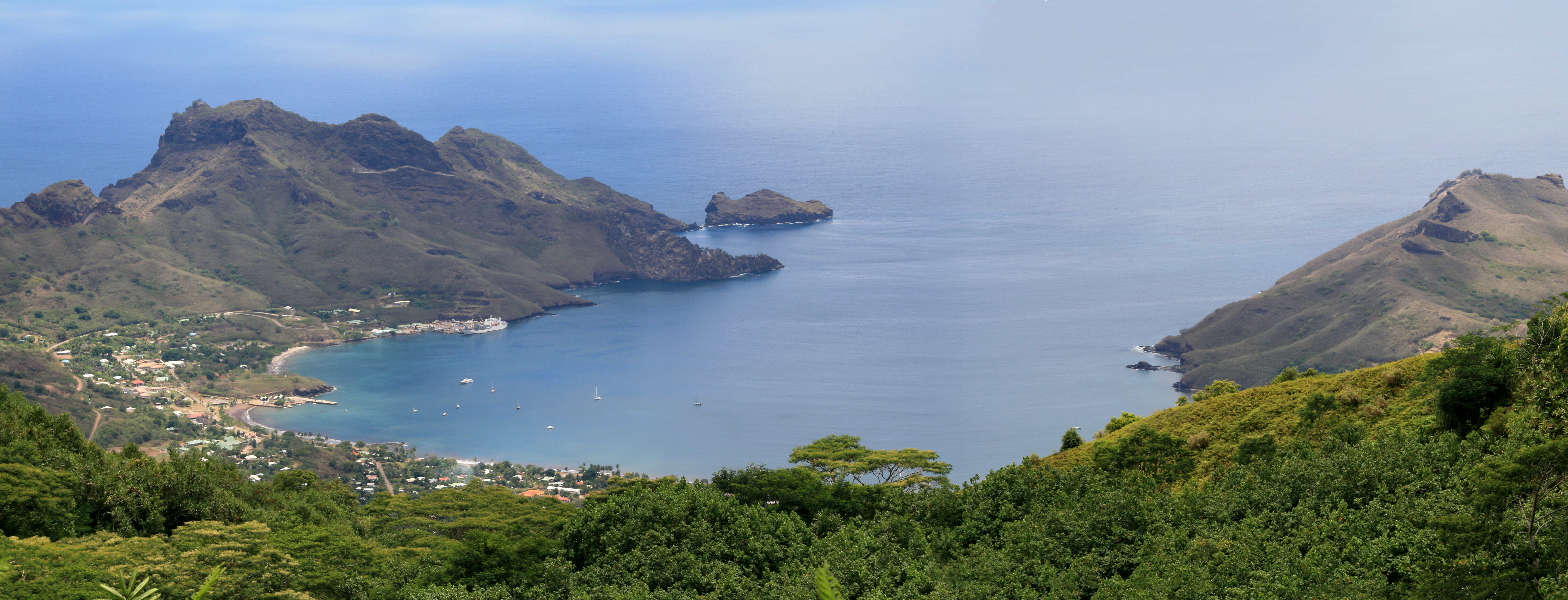
Кальдера згаслого вулкану біля міста Тайохае

Нуку-Хіва, як і всі Маркізькі острови, — вулканічного походження. Вершина найвищої гори — Текао (1224 м) — найвища точка конуса величезного згаслого вулкана. Він з'явився 2-5 млн років тому, утворивши острів, відтоді його активність поступово знизилася. Острів являє собою два вкладених один в одного старих вулкана, які сформували дві концентричні кальдери. У центрі острова височіє велике плато Тоовії, що залишилося від першої кальдери, а друга кальдера оточує столицю острова Тайохае, утворюючи глибоку затоку (колишній кратер) і значну стіну з гірських піків навколо. Північне ж узбережжя сильно порізане і має базальтові хребти.
Хоча острів і знаходиться в тропіках, але тут переважають південно-східні пасати, вони інколи не приносять вологих повітряних мас, тому посухи на острові спостерігаються доволі часто.

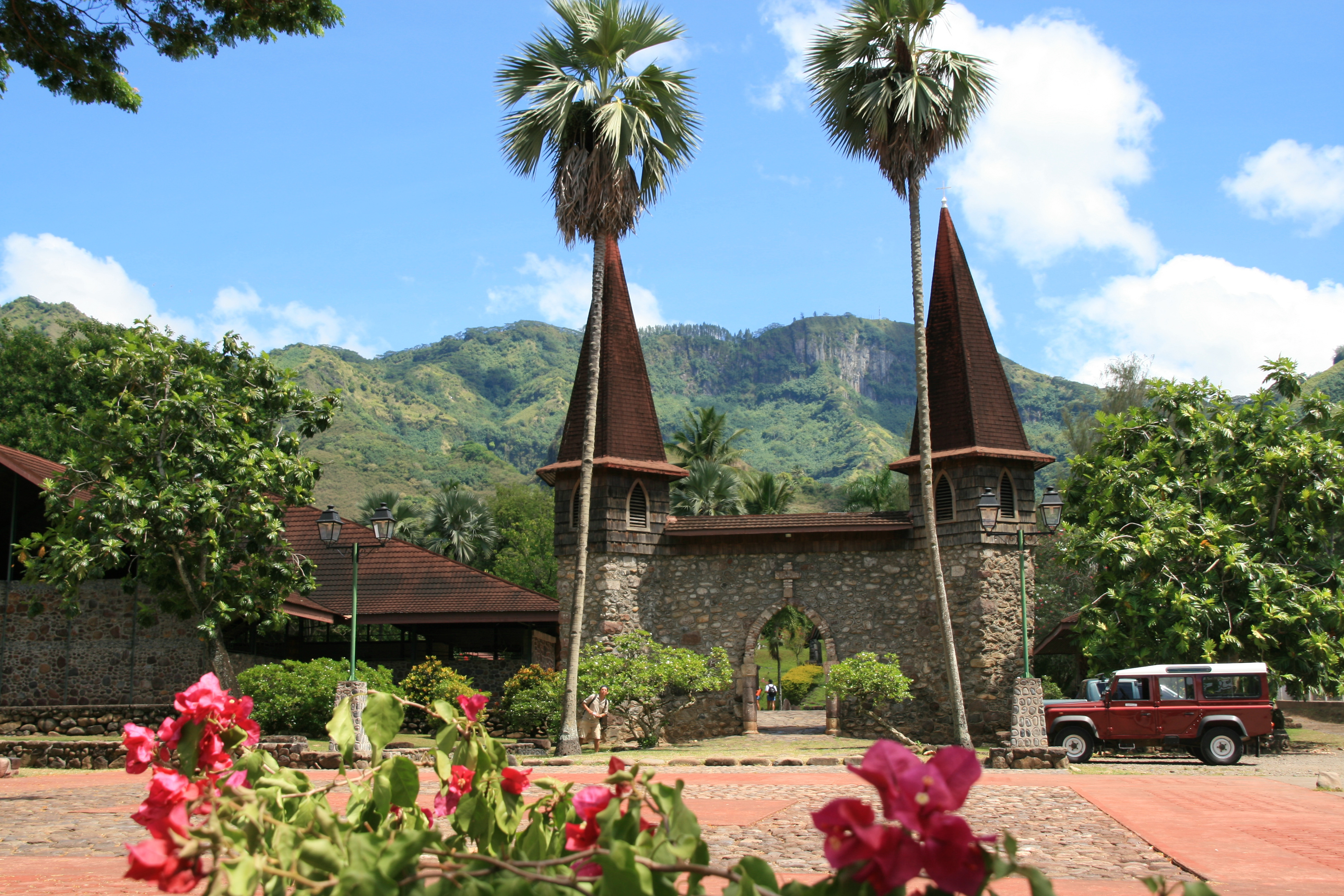
Кафедральний собор Нотр-Дам міста Тайохае

Провідним ландшафтом центральних частин острова є савани та рідколісся. І тільки на узбережжі переважають перемінно-вологі ліси, які часто замінені на сільськогосподарські угіддя.
Площа острова складає 339 км². Населення острова складає 2966 осіб, головним населеним пунктом острова є місто Тайохае, в якому проживає 1687 осіб. Столиця острова, Тайохае, розташована на березі мальовничої затоки, і славиться своїм красивим собором Нотр-Дам з чудовими різьбленими рельєфами.

## Історія

### Заселення острова полінезійцями

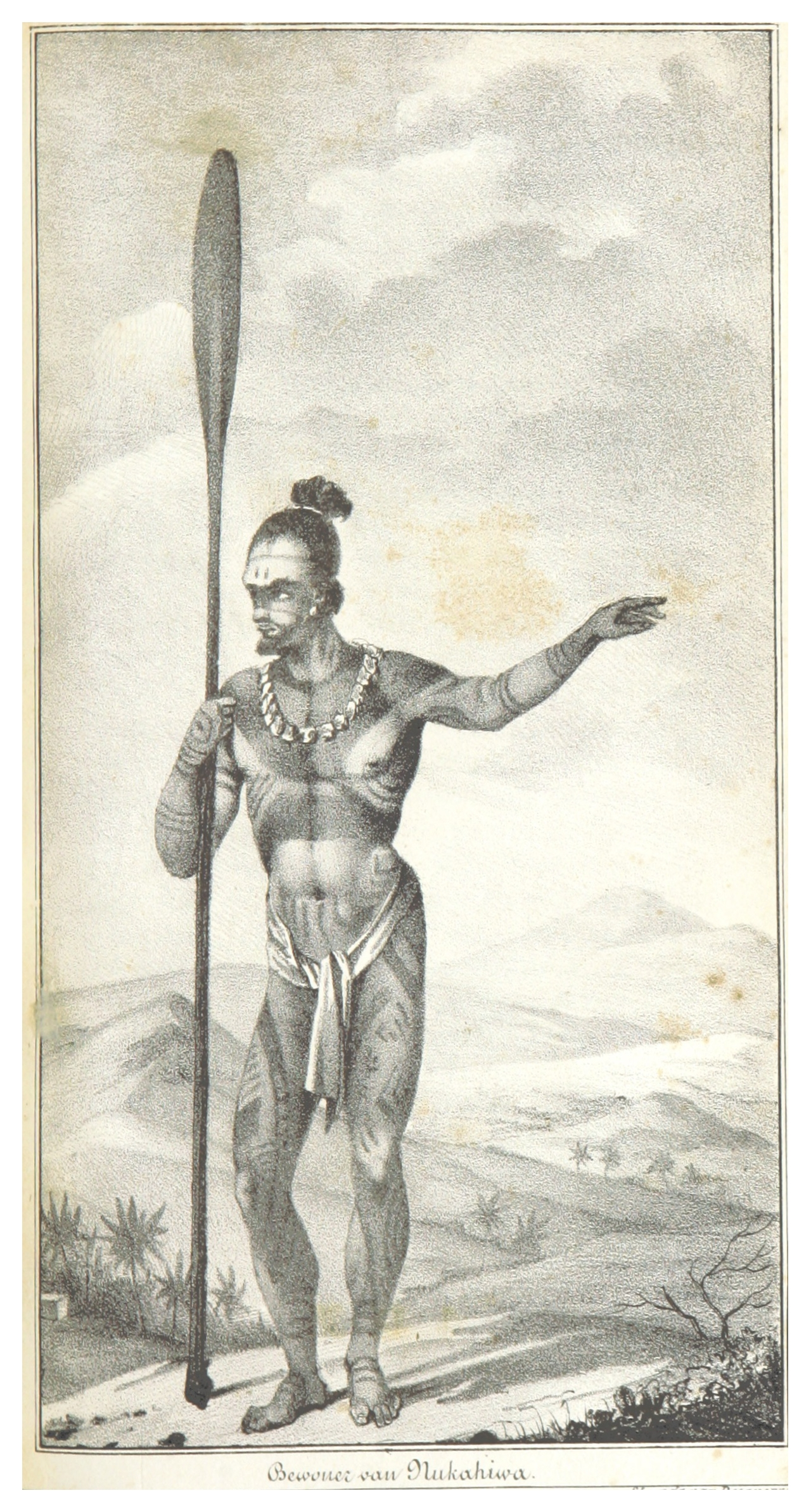
Місцеві племена острову Нуку-Хіва

Нуку-Хіва — один з небагатьох островів в центральному районі акваторії Тихого океану, де точно встановлена дата прибуття на острів людей з Самоа. Археологічні розкопки виразно вказують на 150 р. н. е. З собою ці люди привезли гончарне ремесло, яке вже до того було поширене на островах Самоа і Тонга. Нуку-Хіва став одним з головних центрів цивілізації Східної Полінезії.
Майже тисячу років — до 1100 року — люди обживали на острові, що виявилося зовсім непросто. Археологи зуміли простежити, як поступово місцеві жителі зуміли опанувати техніку обробки каменю, який вони використовували при будівництві житла, залишаючи хатини з пальмового листя.
Період з 1100 по 1400 рр. — розквіт кам'яного будівництва: за ці три століття було побудовано більшість кам'яних споруд на острові. До них належать і всесвітньо відомі скульптури тікі.

### Відкриття острова європейцями

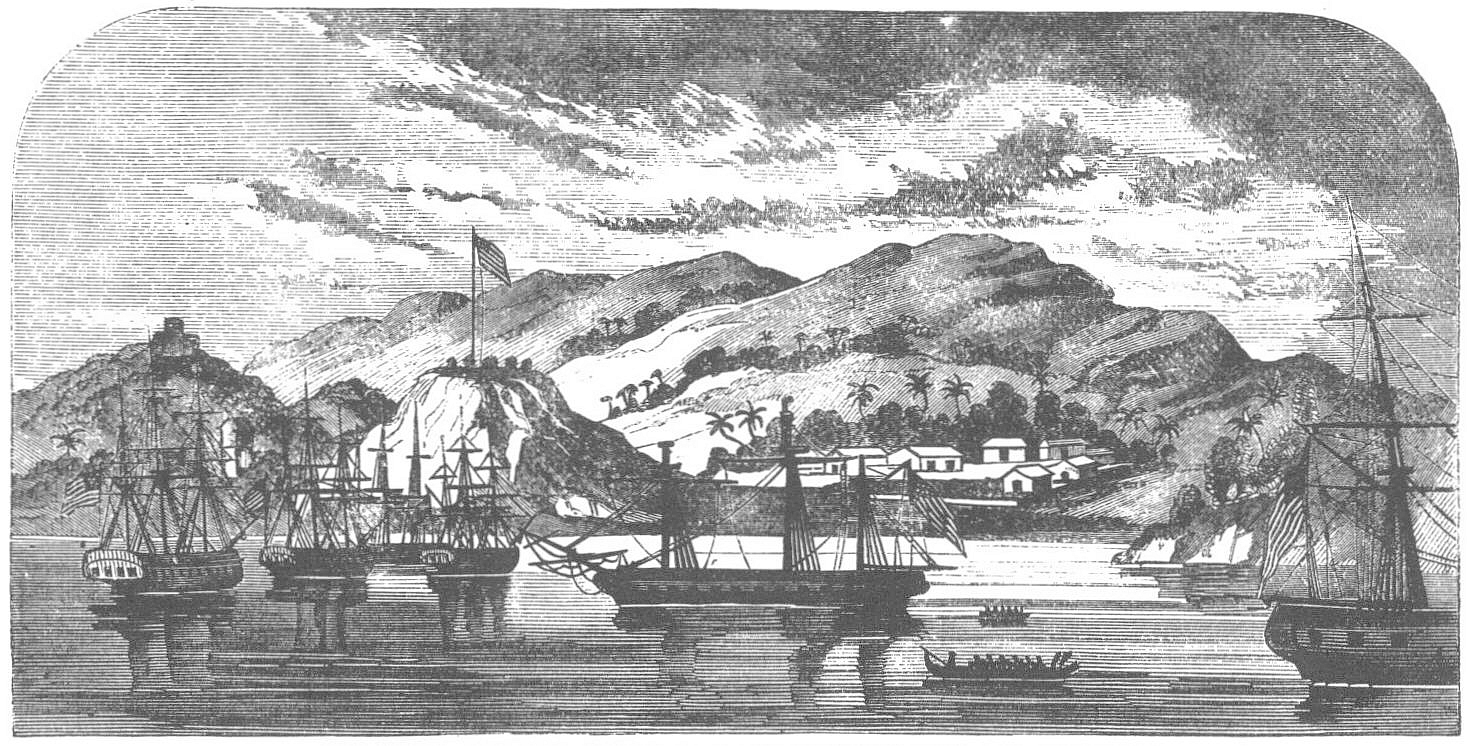
Висадка американців на острові

Першим відомим західним мандрівником, хто висадився на острові та описав його, був американець Джозеф Інгрем. У квітні 1791 році його корабель досяг берегів острова, й завдяки йому острів був нанесений на карти. Від Інгрема відстав усього на кілька місяців француз Етьєн Маршан, що зійшов на його берег в тому ж році.
Надалі острів використовували кораблі торговців сандалом, китобоїв і шукачів пригод, які поповнювали на Нуку-Хіва запаси води й провіанту. У 1804 р Нуку-Хіву відвідав російський мандрівник адмірал Іван Крузенштерн.
Відносини з місцевим населенням складалися непросто. У 1826 р до острова підійшов російський експедиційний шлюп «Лагідний». Візит закінчився тим, що тубільці вбили мічмана і двох матросів, а їх тіла ритуально з'їли.

### Нуку-Хіва в XIX—XXст.
Остров'яни почали відмовлятися від канібалізму лише після того, як в 1839 р на Нуку-Хіва з'явилися перші католицькі місіонери. У 1842 р, коли острів захопила Франція, чисельність населення становила 12 тис. чол.
Потім відбулася звичайна для островів Океанії того періоду історія: європейці занесли на Нуку-Хіва натуральну віспу, проти якої у тубільців не було імунітету, і вони масово гинули. Скоротилася чисельність населення ще через діяльність перуанських работорговців, що вивозили людей в Південну Америку, а також через поширення опіуму, завезеного сюди китайцями в 1883 р. Так і сталось, що до 1934 чисельність населення Нуку-Хіва становила всього 635 осіб.
Наразі острів — частина заморського співтовариства Франції.

## Населення Нуку-Хіви

Зміна чисельності населення на острові наприкінці ХХ — поч. ХХІ ст.

Нуку-Хіва — найбільш густонаселений острів архіпелагу Маркізькі островів при своєму населенні близько 3 тис. осіб (результат епідемій натуральної віспи). Але при цьому щільність населення — одна з найнижчих у всій Французької Полінезії: позначається величина острова.
У різний час чисельність населення острова коливалася, і це залежало часом від найнесподіваніших факторів. Так, в першій половині XIX ст. перуанські работорговці почали вивозити остров'ян в Південну Америку і продавати на плантації. Але втрутилася католицька церква, якій вдалося повернути на острів тих рабів, хто ще був живий. Однак, коли ті повернулися на Нуку-Хіва, з'ясувалося, що вони привезли з собою тиф.
Остров'яни висловлюються як на мові метрополії — французькій, так і на діалектах Північних Маркізьких островів, що дивують незначною кількістю приголосних звуків. Етнічний склад: полінезійці — 92,6 %, французи — 5,6 %, інші — 1,8 % (2002 р). Основна релігія католицизм.

## Господарство

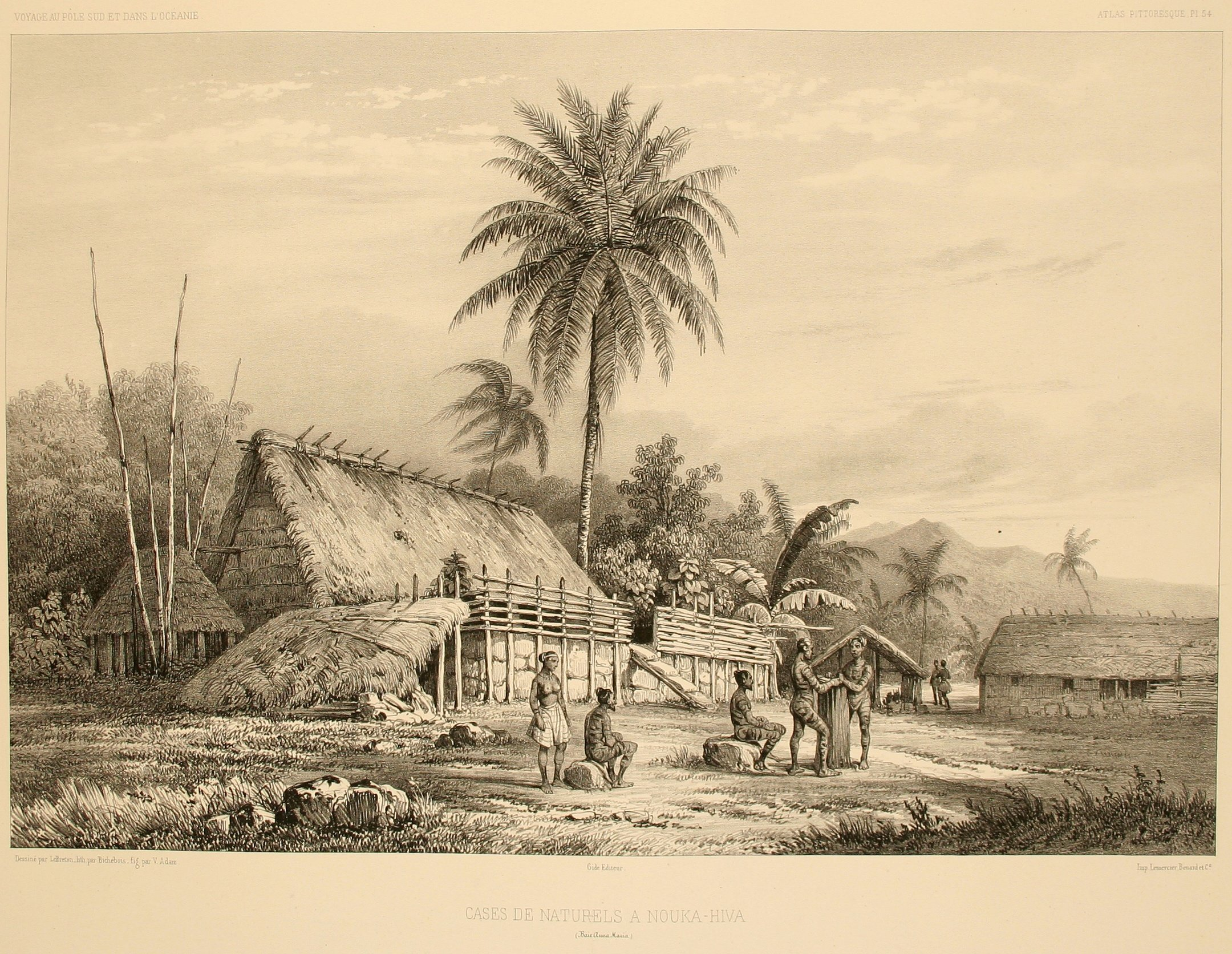
Традиційне житло нукухівців

Місцеве населення живе, як і сотні років тому, за рахунок підсобного господарства. Вирощують хлібне дерево, таро, маніок, кокоси та безліч видів фруктів. Французька влада намагалася розводити тут худобу, бо на плато Тоовії саванна. Але остров'яни доглядати за свинями не вміли, багато тварин розбіглося і здичавіла. Зараз на диких свиней полюють з рушницями. Свиней вирощують і в домашніх господарствах, а також кіз. У море виходять за рибою, улови тут рясні.

## Пам'ятки архітектури

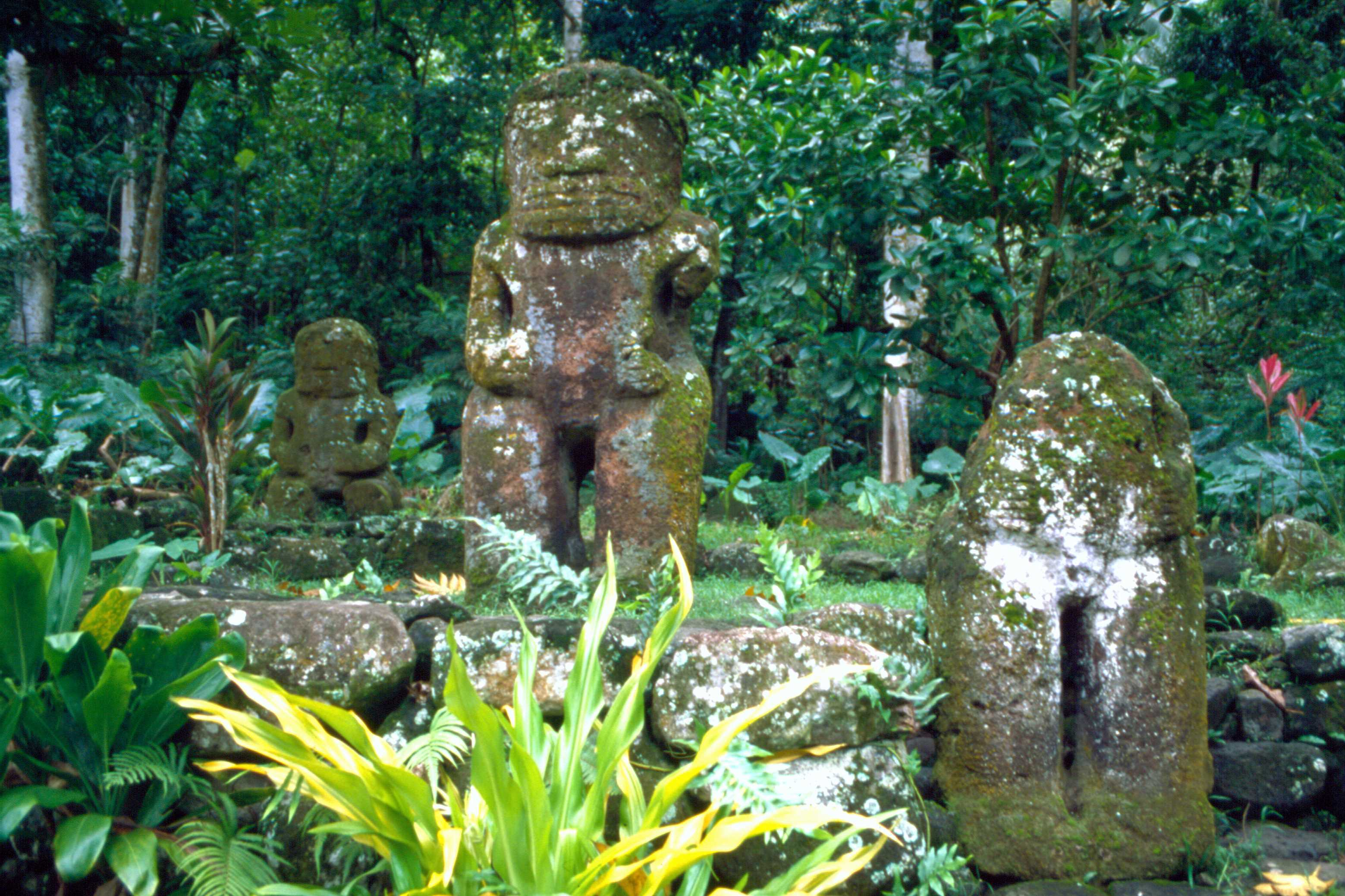
Статуї Тікі на Маркізьких островах

На острові знаходиться незвичайне зібрання кам'яних статуй — тікі, встановлених в XI—XIV ст. Вже багато років вчені б'ються над загадкою, намагаючись визначити, що або кого зображують ці пузатенькі істоти з витягнутими головами, розплющеними носом, випнутими щелепою, ротом до вух, вивернутими губами й величезними очима. Тікі зображені в різних позах, причому давні майстри відобразили їх в момент вираження певного почуття: здивування, задумі, глузування, презирства тощо.
Статуї представлені зібраними в групи, вирізані на одній стороні кам'яної брили, або ж це окремо стоячі статуї до 2,5 м у висоту. Жодна скульптура не повторює іншу. Але все з деякими загальними рисами: великою головою, ротом, очима.

## Адміністративно-територіальний устрій. Найбільші населені пункти

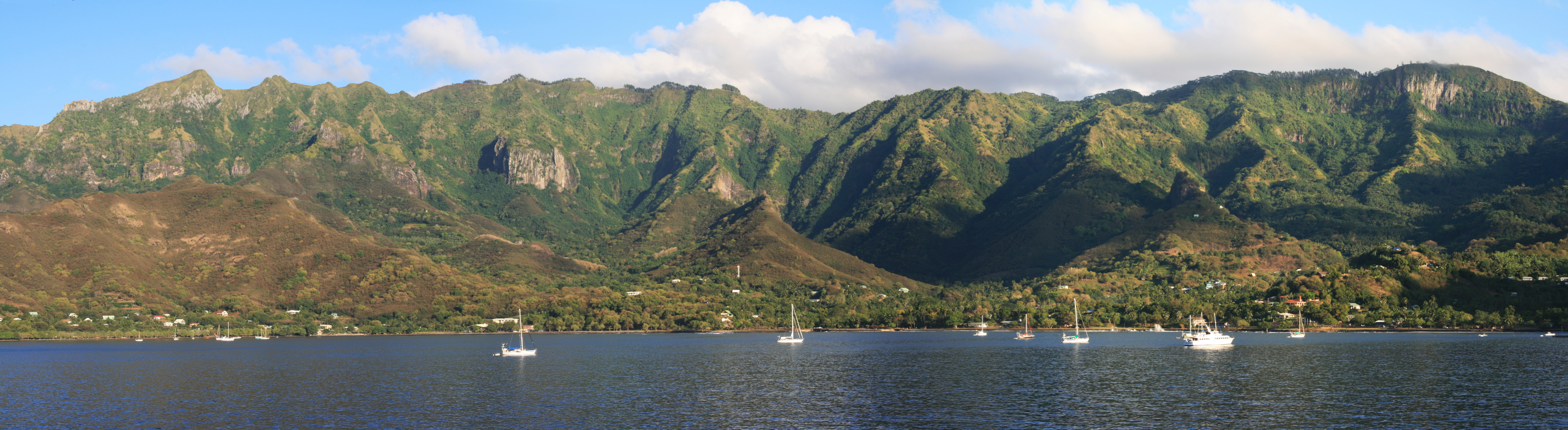
Бухта біля міста Тайохое

Адміністративна приналежність: комуна Нуку-Хіва, Маркізькі острови, заморське співтовариство Французька Полінезія, Франція.
Адміністративний центр: місто Тайоахое — 2 132 осіб. (2012 р).
Інші населені пункти: селища Таїпіваі — 464 осіб. (2012 р) і Хатіхеу — 370 осіб. (2012 р).